# Paragon (videogioco)
Paragon è un videogioco MOBA free-to-play sviluppato e pubblicato da Epic Games. Basato sul motore grafico del proprio Unreal Engine 4, il produttore ha permesso l'accesso in anteprima pay-to-play a marzo 2016 e l'accesso gratuito alla beta nel febbraio 2017. Epic Games ha chiuso i suoi server il 27 aprile 2018.

## Modalità di gioco
Le mappe presenti nel gioco sono simmetriche e le basi si trovano alle due estremità opposte di una mappa. I giocatori hanno il compito di sconfiggere la squadra nemica distruggendo il nucleo nella loro base. Possono raggiungere le basi dei loro avversari attraverso le tre corsie presenti in ogni mappa. Ogni corsia è protetta da torri difensive che proteggono le basi attaccando automaticamente eventuali nemici in arrivo che si trovano all'interno del suo raggio. Le corsie sono costituite da due torri e un inibitore; distruggere tutti questi elementi consente a una squadra di generare minions più potenti in quella corsia e quindi attaccare direttamente il nucleo nemico. Tra le corsie si trovano le giungle, all'interno delle quali i giocatori possono trovare risorse aggiuntive per le loro squadre. Le giungle sono separate dalle corsie dai muri di nebbia che i giocatori non possono vedere attraverso gli altri giocatori.